# دی ۱۳۸۸
دی ۱۳۸۸، دهمین ماه سال ۱۳۸۸ هجری خورشیدی است.
آغاز آن سه شنبه، ۱ دی ۱۳۸۸ برابر با ۲۲ دسامبر ۲۰۰۹ میلادی است.